# Grenze zwischen Estland und Russland

Grenzen von Estland nach dem Frieden von Dorpat und deren Änderung zugunsten Russlands zur Zeit der Estnischen Sozialistischen Sowjetrepublik (1940–1990).

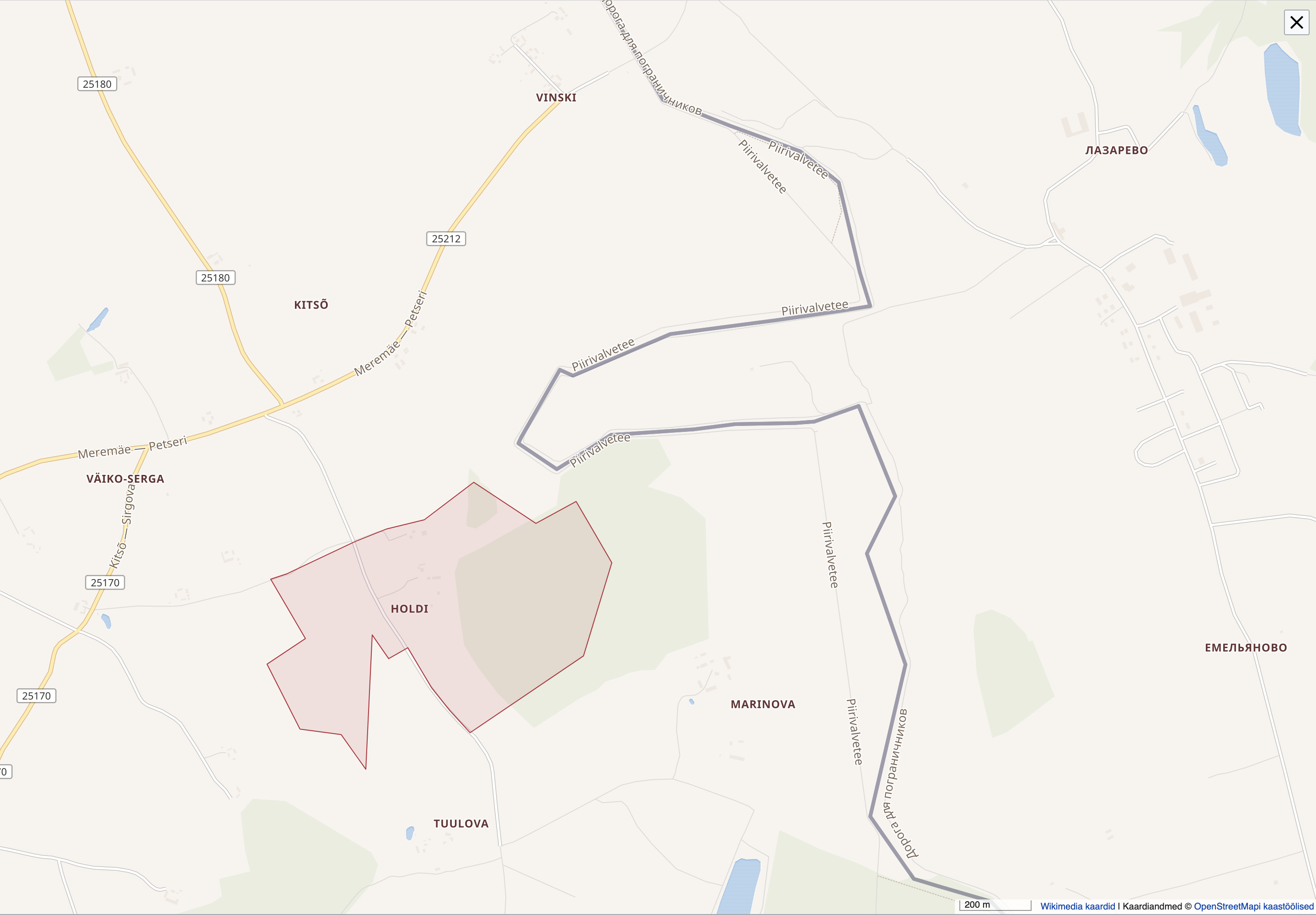
Grenze zwischen Estland und Russland in Süd Estland, Setomaa (2025)

Die Grenze zwischen der Republik Estland und der Russischen Föderation ist in ihrer jetzigen Form zwischen dem Ende des Zweiten Weltkriegs 1945 und 2011 unverändert geblieben. Bis 1990 gehörten beide Staaten zur Sowjetunion. Die Länge der Grenze zu Russland – die ein Teil der Grenze des Schengen-Raums ist – beträgt 294 km. Im Norden grenzt Estland an die Oblast Leningrad, im Süden an den Rajon Petschory in der Oblast Pskow.

## Beschreibung
Ein beträchtlicher Teil der Grenze zwischen beiden Staaten verläuft im Wasser, durch den Kanal, den Fluss Narva und den Peipussee. Im Süden ist es überwiegend Landfläche, über die die Grenze verläuft. Mit dem Beitritt Estlands zur Europäischen Union und NATO wurden Teile in Frage gestellt. Die neue Grenzziehung zog sich über mehrere Jahre hin, da der Staatsvertrag zwar schon im Mai 2005 unterzeichnet worden war, aber durch immer neue Ausführungsbestimmungen von estnischer Seite im Parlament Riigikogu bis Anfang 2011 nicht verabschiedet werden konnte. Auch Russland ratifizierte in dieser Zeit das Gesetz noch nicht. Ausdrücklich bezog sich die Estnische Regierung auf den Frieden von Dorpat (Tartu-Vertrag) von 1920, der die Grenzziehung geregelt hat. In der Präambel legte die estnische Seite Wert auf die Feststellung, dass sie entgegen dem Tartu-Vertrag mit der Einverleibung ihres Staates 1945 Territorien verloren hatte.
2011 wurde der Grenzvertrag zwischen den beiden Staaten – nach über zehn Jahren der Verhandlung – zunächst von Estland und dann von Russland ratifiziert.
Im Gebiet von Narva wohnen beidseits der Grenze überwiegend Russischsprachige. Mit der Auflösung der Sowjetunion wurde aus der innerstaatlichen Grenze eine Staatsgrenze und die Infrastruktur wurde teilweise unterbrochen. Wo früher ein dichtes Straßen- und Wegenetz existierte, enden heute viele ehemalige Verbindungen am Grenzzaun. Zurzeit gibt es zwei Grenzübergänge für normalen Straßenverkehr und Fußgänger, nämlich die Brücke der Freundschaft zwischen Narva und Iwangorod (E20) und die von Lettland bis nach Pskow führende E77 sowie den Straßen- und Eisenbahngrenzübergang Koidula. Eine 2004 erwartete privat finanzierte Fährverbindung über den Peipussee – über den auch der Export von Bausand nach Estland durchgeführt werden sollte – war bis 2014 nicht über das Projektstadium hinausgekommen.
Bemerkenswert ist die starke Veränderung in Richtung der Handelsumsätze vor und nach Errichtung der Grenze. Bis in die frühen 1990er-Jahre gingen viele Bewohner Russlands zum Einkaufen nach Estland, weil bei etwa gleichen Preisen die Qualität und die Auswahl besser waren, Anfang der 2000er-Jahre kauften estnische Verbraucher in Russland wegen der niedrigeren Preise ein. Zu den begehrtesten Produkten zählen Zucker, Alkoholika, Zigaretten, Benzin und alle Arten von Dienstleistungen.
Ein Beamter der estnischen Kaitsepolitsei, Eston Kohver, wurde im September 2014 von Truppen der Russischen Föderation verhaftet und wegen Spionage zu 15 Jahren Haft verurteilt und über ein Jahr lang festgehalten. Am 26. September 2015 kam er im Rahmen eines Agentenaustausches wieder zurück nach Estland.
Seit September 2021 befestigt Estland seine Grenze zu Russland durch einen 2,5 Meter hohen neuen Stacheldrahtzaun.
Seit September 2022 hat Estland einen Einreisestopp für russische Bürger verhängt. Als Reaktion auf Russlands Angriffskrieg gegen die Ukraine hat Estland die Einreise für Russen mit Schengen-Visum weiter beschränkt. Seit dem 19. September 2022 dürfen russische Staatsbürger mit einem Schengen-Visum für touristische Aufenthalte, Geschäftsreisen, Sport- und Kulturveranstaltungen hier nicht mehr einreisen – unabhängig davon, von welchem Mitgliedstaat das Visum ausgestellt wurde.
Seit 13. September 2023 schloss die estnische Regierung die Grenze für in Russland zugelassene Fahrzeuge.
Am 29. November 2023 deutete Estland seine Bereitschaft zur vollständigen Schließung der Grenze an. Einen Tag zuvor hatte Finnland seinen letzten offenen Grenzübergang zu Russland geschlossen.
Der estnische Außenminister Margus Tsahkna sagte, die Situation an der finnisch-russischen Grenze, an die zuletzt vermehrt Migranten gelangt waren, sei ein „offensichtlicher hybrider Angriff Russlands“.

## Radverkehr
Über die estnisch-russische Grenze verlaufen die internationalen Radfernwege Eurovelo 10 („Ostseeküstenradweg“) und Eurovelo 13 („Iron Curtain Trail“).

## Eisenbahn
Die Netze der Eesti Raudtee und Rossijskije schelesnyje dorogi sind zweifach verbunden:
- Bahnhof Narva / Bahnhof Ivangorod-Narwski im Norden und
- Bahnhof Koidula / Bahnhof Petschory-Pskowskije im Süden.

## Straßenverkehr
Zwei Europastraßen queren die Grenze:
- Europastraße 20 im Norden und
- Europastraße 77 (über die Europastraße 263 angebunden) im Süden.